# Kondapalli Seetharamaiah
Kondapalli Seetharamaiah (zm. 12 kwietnia 2002 w Vijayawadzie) – indyjski polityk i partyzant, znany z aktywności w ruchu naksalickim.

## Życiorys
Dostępne źródła nie przekazują jednoznacznych informacji odnośnie jego daty urodzenia. Część podaje bowiem, iż Kondapalli Seetharamaiah urodził się w 1915. Inne natomiast mówią o 1919. Pochodził z wysokokastowej, zamożnej rodziny z Lingavaram w dystrykcie Krishna w dzisiejszym stanie Andhra Pradesh. Dorastał w pobliskim Jonnapadu. Wcześnie zaangażował się w życie polityczne, związał się z rodzącym się indyjskim ruchem komunistycznym, wstąpił w szeregi Komunistycznej Partii Indii. Brał udział w komunistycznym powstaniu przeciwko nizamowi Hajdarabadu (1946–1951).
Po rozłamie w indyjskim ruchu komunistycznym (1964) wycofał się z polityki, był nauczycielem w St. Gabriel’s High School w Warangal. Był jednym z pionierów ruchu naksalickiego w Andhrze Pradesh. Mianem naksalitów określa się zbiorczo członków szeregu indyjskich partii komunistycznych, które za swą ideologię przyjęły dopasowaną do warunków indyjskich wersję maoizmu. Ugrupowania te odwołują się do dziedzictwa powstania chłopskiego w Naxalbari w Bengalu Zachodnim z 1967.
W Warangal poznał K.G. Sathyamurthy’ego, wspólnie z którym wstąpił do nowo powstałej Komunistycznej Partii Indii (Marksistowsko-Leninowskiej). Wszedł w skład stanowego komitetu tej organizacji. Po jej rozwiązaniu dołączył (w grudniu 1972) do Centralnego Komitetu Organizacyjnego, Komunistycznej Partii Indii (Marksistowsko-Leninowskiej). W sierpniu 1974 został jednym z trzech członków stanowego komitetu, lecz z tej partii wkrótce (styczeń 1978) odszedł.
W 1977 został aresztowany w Nagpurze za nielegalne posiadanie broni. Zwolniony za kaucją, wkrótce później zszedł do podziemia. Ponownie aresztowany w styczniu 1982 w Hajdarabadzie, dwa lata później zdołał zbiec z więziennego skrzydła hajdarabadzkiego szpitala Osmania. Nadal aktywny na indyjskiej skrajnej lewicy, 22 kwietnia 1980 założył Komunistyczną Partię Indii (Marksistowsko-Leninowską) Wojnę Ludową, został jej sekretarzem generalnym. Wydalony został z niej w wyniku walk frakcyjnych w 1991. Za informacje prowadzące do jego schwytania wyznaczono w Andhrze Pradesh nagrodę w wysokości 300 tysięcy rupii. W 1993, w Anumanapalli, został ujęty przez policję. Po kilku latach w więzieniu został uniewinniony. Zmarł 12 kwietnia 2002 w Vijayawadzie.

## Życie prywatne
Poślubił Kondapalli Koteswarammę, również prominentną działaczkę komunistyczną. Para doczekała się 2 dzieci, Karuny i Chandrasekara. Jego syn, także aktywny politycznie, został zabity przez policję.